# Pramet
Pramet osztrák község Felső-Ausztria Riedi járásában. 2022 januárjában 1013 lakosa volt.

## Elhelyezkedése

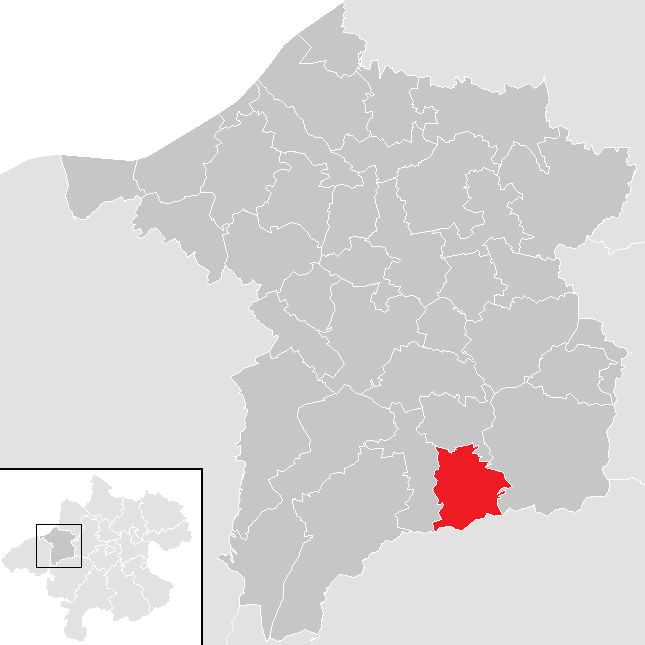
Pramet a Ried im Innkreis-i járásban

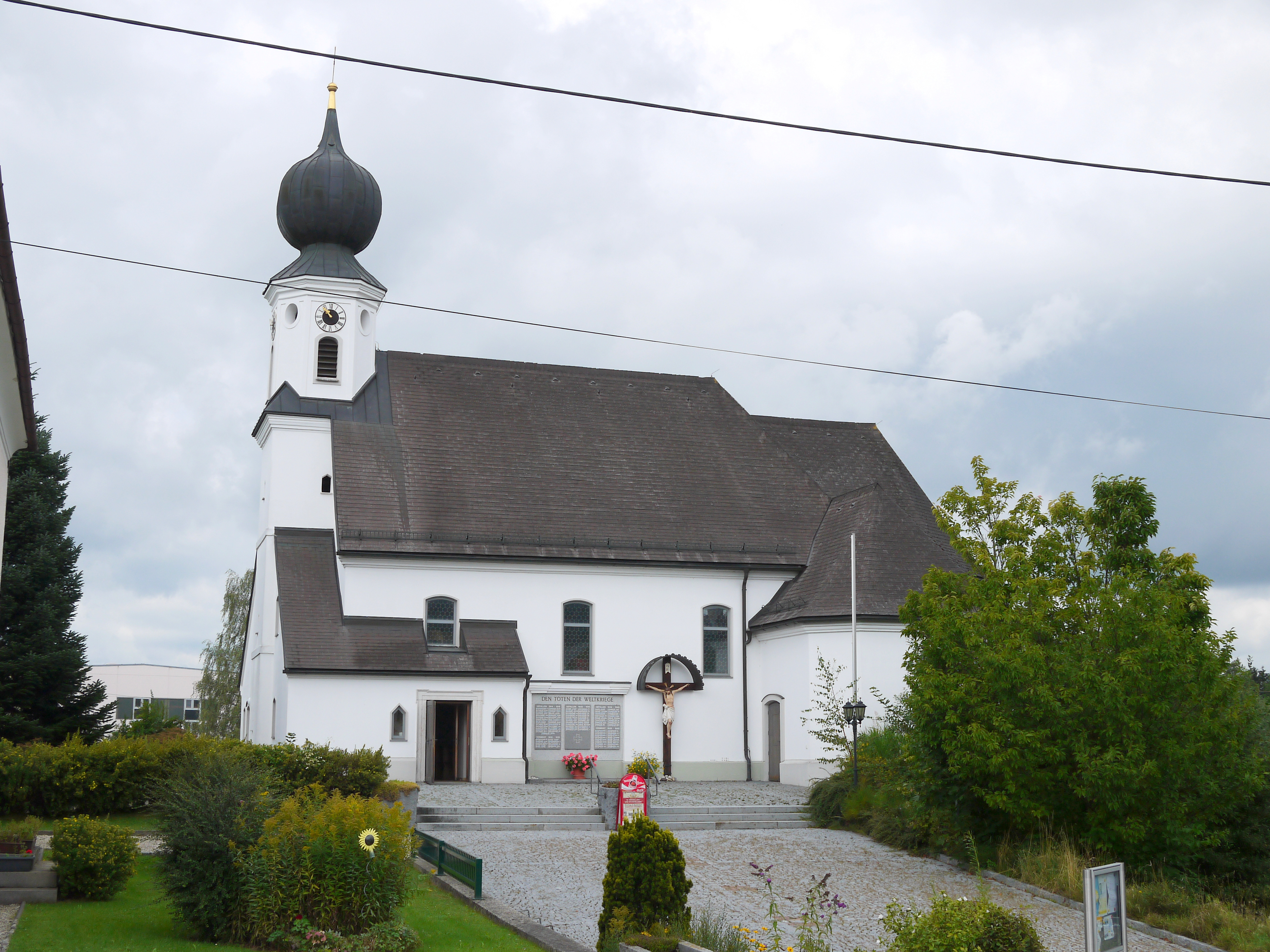
A Szűz Mária látogatása-plébániatemplom

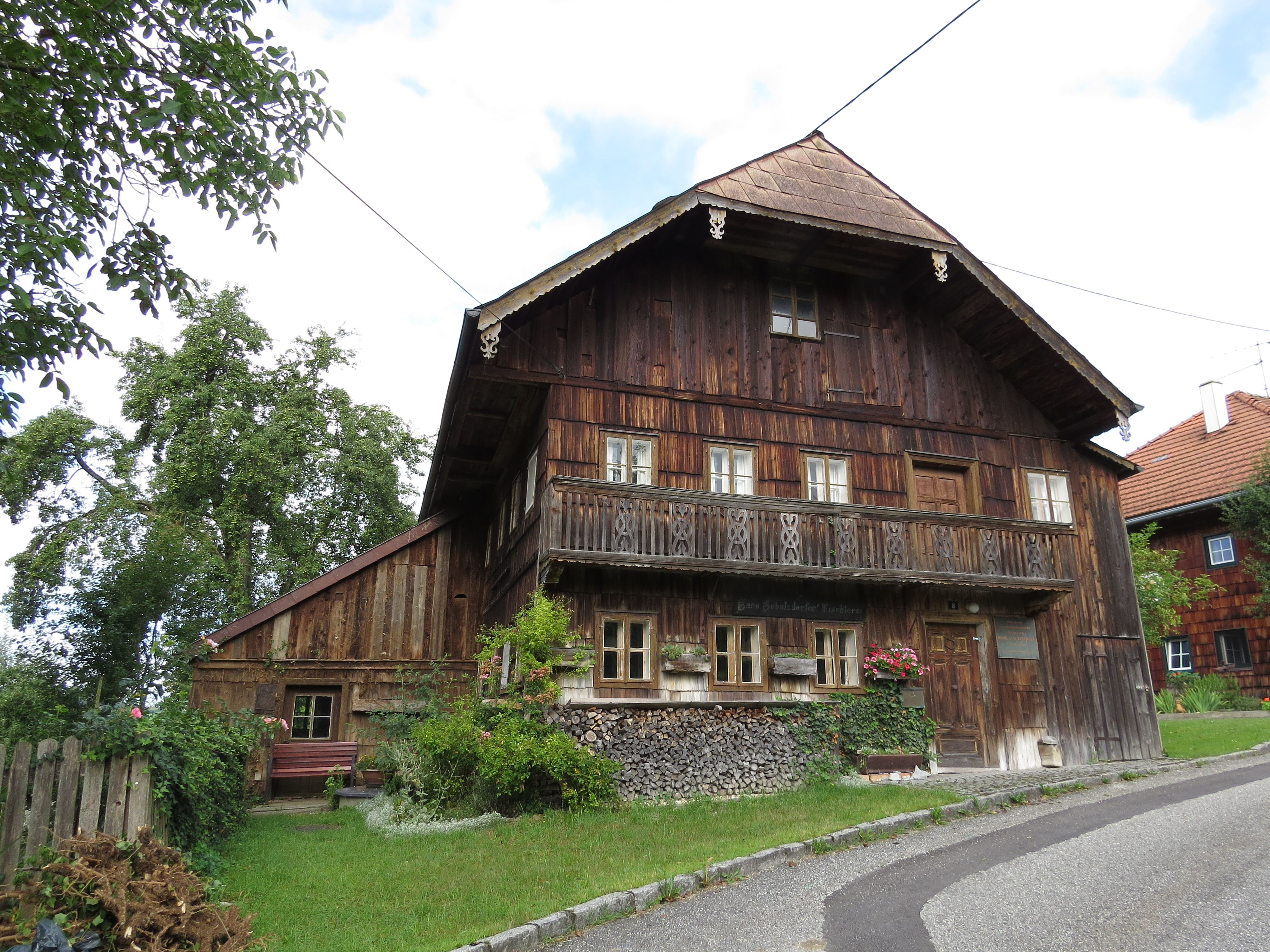
Régi prameti parasztház

Pramet a tartomány Innviertel régiójában fekszik, az Hausrucki-és Innvierteli-dombság találkozásánál, az Oberach folyó mentén. Területének 31,4%-a erdő, 60,4% áll mezőgazdasági művelés alatt. Az önkormányzat 17 települést és településrészt egyesít: Altsommerau (33 lakos 2022-ben), Ecklham (5), Feitzing (21), Großpiesenham (122), Guggenberg (10), Gumpling (43), Gutensham (71), Hartlhof (38), Kleinpiesenham (36), Knirzing (7), Kronawitten (6), Lungdorf (44), Noxberg (51), Pramet (422), Rödt (42), Schmieding (20) és Windischhub (42).
A környező önkormányzatok: nyugatra Schildorn, északra Pattigham, keletre Eberschwang, délre Frankenburg am Hausruck.

## Története
Prametet 903-ban említi először Gyermek Lajos adománylevele a passaui káptalannak. Az 1446-os riedi urbárium szerint akkor már egy pék, egy fogadó, egy sörfőzde és egy nagy halastó volt a faluban. A régió 1779-ig Bajorországhoz tartozott; ekkor a bajor örökösödési háborút lezáró tescheni béke Ausztriának ítélte az Innviertelt. A napóleoni háborúk alatt a falu rövid időre visszatért a francia bábállam Bajországhoz, de 1816 után végleg Ausztriáé lett. Pramet önkormányzata 1884-ben vált ki Schildorn községből.
Az 1938-as Anschluss után a települést a Harmadik Birodalom Oberdonaui gaujába sorolták be. A háborút követően Eberschwang visszatért Felső-Ausztriához.

## Lakosság
A prameti önkormányzat területén 2021 januárjában 1013 fő élt. A lakosságszám 1869 óta 900-1000 körül mozog. 2019-ben az ittlakók 95,9%-a volt osztrák állampolgár; a külföldiek közül 1,4% a régi (2004 előtti), 1,8% az új EU-tagállamokból érkezett. 2001-ben a lakosok 93,8%-a római katolikusnak, 1% evangélikusnak, 2,5% mohamedánnak, 0,8% pedig felekezeten kívülinek vallotta magát. Ugyanekkor 2 magyar élt a községben; a legnagyobb nemzetiségi csoportokat a németek (96,3%) mellett a horvátok alkották 1,7%-kal.
A népesség változása:

| 2016 | 1 001 |
| 2018 | 1 030 |

## Látnivalók
- a Szűz Mária látogatása-plébániatemplom

## Fordítás
- Ez a szócikk részben vagy egészben  a   Pramet című német Wikipédia-szócikk ezen változatának fordításán alapul.  Az eredeti cikk szerkesztőit annak laptörténete sorolja fel. Ez a jelzés csupán a megfogalmazás eredetét és a szerzői jogokat jelzi, nem szolgál a cikkben szereplő információk forrásmegjelöléseként.